# Firka Villa
A Firka Villa (eredeti címén Drawn Together) egy amerikai televíziós rajzfilmsorozat, amely a valóságshow-k szitkomjának tekinthető. A műsor nyolc szereplője mai sztereotípiák kiparodizálása alapján készült. Minden olyan tulajdonsággal fel vannak ruházva, amik a valóságshow-k szereplőire jellemzőek. A The Surreal Life amerikai valóságshow mintájára a szereplők egymással összezárva élnek egy házban.
Dave Jeser és Matt Silverstein jóvoltából a rajzfilmsorozat 2004. október 27-e óta látható a Comedy Central-on. Három évad és egy mozifilm készült belőle, majd a három évadot együtt ki is adták DVD-n. Rajzolja a Rough Draft Studios.
Néhány epizódban a szereplőknek versenyezniük kell egymással olyan megmérettetéseken, amelyeket az amerikai közönség a valóságshow-kban is láthat.
A sorozat érdekessége ezenkívül, hogy a rajzfilmvilág ismertebb figurái is megjelennek, méghozzá meglehetősen kifigurázva (pl.: Hupikék törpikék, Frédi és Béni, Bolondos dallamok, Family Guy, South Park, A Jetson család). A rajzfilmet végig egyfajta önirónia jellemzi, a szereplők időnként ,,szarnak" vagy ,,pocséknak" titulálják a műsort, amelyben szerepelnek.
Magyarul 2010-ben kezdte el vetíteni a Comedy Central.

## Szereplők és hangok
| Szereplő | Életkor | Eredeti hang        | Magyar hang   |
| --- | ------- | ------------------- | ------------- |
| Hős Kapitány (angolul Captain Hero) | 28      | Jess Harnell        | Sarádi Zsolt  |
| Hős Kapitány egy tipikus Marvel és DC képregényben szereplő szuperhős figura. Alkoholizmussal küzd, és gyakran használ kábítószereket is. Érzelmileg labilis, bizonytalan és önző. Leginkább a pánszexualitása és a nekrofilitása miatt feltűnő. Az eredeti angol nyelvű változatban sok héber szót használ. Az egyik epizódban a meleg énje, Tim Tommerson kapcsolatba kerül Xandirral. A Zebulon nevezetű bolygóról jött. Még kisgyerek korában küldték a Földre. Egész életében abban a tudatban élt, hogy szülőbolygója megsemmisült, mikor belezuhant a Napba. Később kiderült, hogy szülei - miután a diagnózis szerint ő lesz a "legbénább hős, aki valaha megszületett"- egy másik bolygón illegális eljárást hajtottak végre, és kilőtték a Napba, a kabin azonban meghibásodott, és a Földre zuhant. |         |                     |               |
| Clara hercegnő (angolul Princess Clara) | 20      | Tara Strong         | Egyed Mónika  |
| A Disney hercegnőkre hasonlító elkényeztetett tündérmesehős. Feltűnő tulajdonsága a rasszizmus, antiszemitizmus, vallásos fanatizmus és a homofóbia. Apja egy középkori vár ura. Van egy szellemi fogyatékos unokatestvére. Anyja már gyerekkorában meghalt. Annak ellenére, hogy rasszista és homofób, legtöbbször jól megvan a villa fekete (Foxxy Love) és meleg (Xandir) tagjával is. |         |                     |               |
| Foxxy Love | 23      | Cree Summer         | Peller Anna   |
| Foxxy Love a Firka Villa egyetlen színes bőrű női lakója. Foglalkozását tekintve zenésznek vallja magát. Egy későbbi részben kiderül, hogy saját zenekara is volt, de a sok konfliktus miatt megszűnt az együttes, ráadásul csak egy sikeres számuk volt. Az említett epizódban megpróbálta újra összehozni a csapatot, ám egy átmulatott éjszaka után véletlenül elütötte egykori zenésztársait. Ideológiai szempontból Clara ellentéte: rendkívül toleráns és nyitott. Ennek ellenére jó viszonyban van a hercegnővel. Gyakran céltáblája a rasszista megnyilvánulásoknak, amikre nagyon érzékenyen reagál. Kihívó ruházata és nimfomán viselkedése miatt a villalakóktól rendre megkapja a ,,ribanc" jelzőt. Ezenkívül szeret rejtélyeket megoldani, aminek a Firka Villa mozifilmben is nagy jelentősége lesz. Van egy kisbusza, ami kísértetiesen hasonlít a Scooby-Doo rajzfilmsorozat hőseinek járművéhez. A sorozatban nemegyszer megvallja, hogy több alkalommal vett részt abortuszon, illetve a gyámügy elvette gyermekeit. |         |                     |               |
| Toot Braunstein | 22      | Tara Strong         | Kokas Piroska |
| Toot egy az 1920-as években született fekete-fehér női karakter. Leginkább Betty Boop paródiája. Állandó, hatalmas étvágya és saját testének vagdosása a legszembetűnőbb tulajdonságai. A többi villalakó gyakran gúnyolódik kövérségén és rútságán. Vonzódik a meleg Xandirhoz, az első epizódokban félreérthetetlen szexuális ajánlatokat tett felé. A 2. évad 10. epizódjában pedig sikerül rávennie Xandirt, hogy legyen kísérője a dagitáborban. Az epizód végén Xandir szánalomból lefekszik Toottal. |         |                     |               |
| Xandir Wifflebottom | 19      | Jack Plotnick       | Hujber Ferenc |
| A régi Adventure játékok szereplőinek paródiája (leginkább Link-nek a The Legend of Zelda-ból). A sorozat elején mindenáron meg akarja menteni bajba került barátnőjét, és utána jön rá, hogy igazából meleg. |         |                     |               |
| Kandisznó (angolul Spanky Ham) | 31      | Adam Carrola        | Varga Gábor   |
| Kandisznó nem más, mint egy tuskó, antropomorf malac, akit az internetről töltöttek le. Goromba, önző, erőszakos, egyszóval egy igazi szemétláda szereplő. Imád undorító dolgokat csinálni, ebből kifolyólag a sorozatban ő képviseli az altesti humort (maszturbálás, fingás, levizelés stb.). Többször is kihasználta a lakótársait (pl. egyszer kényszerítette Ling-Linget, hogy olcsó sportcipőket gyártson), de előfordult az is, hogy segítette őket (pl. a 3. évadban Foxxy-nak segített felkészülni a betűző versenyre). Az 1. évad 6. epizódjában összejött Clara hercegnővel, de a sorozat további részében erre nem történt utalás (kivéve az 1. évad 7. epizódjában, de ott is csak egy mondat erejéig). |         |                     |               |
| Szárnyfülű Zoknipóc (angolul Wooldoor Sockbat) | 13      | James Arnold Taylor | Láng Balázs   |
| Szárnyfülű Zoknipóc a gyermekműsorok idegesítő főszereplőjének paródiája, főleg SpongyaBobé. |         |                     |               |
| Ling-Ling | 3       | Abbey DeGregorio    | Seder Gábor   |
| A „szociopata ázsiai harci-kártya szörny” leginkább a Pokémon anime Pikachu-jának paródiája, ám számos ázsiai sztereotípiát is megtestesít. Egy japánhoz hasonlító halandzsa nyelven beszél. |         |                     |               |

## Magyar változat
A szinkront a Comedy Central megbízásából a Balog Mix Stúdió készítette.
- Magyar szöveg: Blahut Viktor, Petőcz István, Laki Mihály
- Hangmérnök: Kis Pál
- Vágó: Katona Edit, Kocsis Éva
- Gyártásvezető: Bogdán Anikó
- Szinkronrendező: Dóczi Orsolya

### További magyar hangok
- Baráth István – vietnámi gyerek, Bob, Gash
- Bolla Róbert – indián törzsfőnök
- Dolmány Attila – dzsinn
- Háda János – zsidó producer
- Kapácsy Miklós – pizzafutár, Mexikó királya
- Kocsis Mariann – egyik dagitáboros
- Molnár Ilona – Charlotte
- Rosta Sándor – király
- Szokol Péter – Pop
- Vándor Éva – Lois Griffin, Fran Drescher
- Vass Gábor – tévékritikus, Scooby-Doo